# Дичківська сільська рада (Рогатинський район)
| Дичківська сільська рада — орган місцевого самоврядування у Рогатинському районі Івано-Франківської області з адміністративним центром у с. Дички. Історична дата утворення: в 1944 році. 9 березня 1960 р. Станіславський облвиконком ухвалив рішення про приєднання Заланівської сільради до Дичківської. Сільській раді підпорядковані населені пункти: - с. Дички - с. Яглуш |

## Склад ради
Рада складається з 16 депутатів та голови.

### Керівний склад ради
| ПІБ                     | Основні відомості                                                 | Дата обрання | Дата звільнення |
| ----------------------- | ----------------------------------------------------------------- | ------------ | --------------- |
| Пізьо Євген Миколайович | Сільський голова, 1959 року народження, освіта, безпартійний      | 26.03.2006   | 31.10.2010      |
| Пізьо Євген Миколайович | Сільський голова, 1959 року народження, освіта вища, безпартійний | 31.10.2010   |                 |

Примітка: таблиця складена за даними джерела